# Louis Liébard
Louis Liébard, né le 4 juin 1908 à Saint-Pair-sur-Mer (Manche) et mort le 15 janvier 2010 à Chaumont-en-Vexin (Oise), est un chanteur français.
Venu du scoutisme, il décide en octobre 1941, dans la mouvance des Compagnons de France, de jeter les bases d'une nouvelle structure innovante : les Compagnons de la musique, dont le but était, durant la dernière guerre, de procurer du travail à des jeunes qui, venant de la zone occupée par les Allemands, s'étaient réfugiés en zone libre. Il a notamment formé les chanteurs du groupe vocal les Compagnons de la chanson, qui devient célèbre à partir de février 1946.

## Former les jeunes à la chanson folklorique...
« Nous sommes en train de former sous l'égide des Compagnons de France un groupe de jeunes qui enseignera, donnera des représentations et propagera le chant choral grâce aux chansons folkloriques françaises. Cette équipe dont le centre se trouve à Lyon sera dirigée par Louis Liébard… »
Présentation du projet par Jean Verline, assistant et répétiteur de l’ensemble, aux quelques jeunes susceptibles de venir grossir les rangs de ce groupe qui comptera parmi ses postulants, filles et garçons ayant fui la France occupée et se retrouvant sans ressources en zone libre.

## Les Compagnons de la Musique, ancêtres des Compagnons de la chanson
Beaucoup de Lyonnais ont encore en mémoire ce qui a présidé à la formation de ces Compagnons de la Musique dont seront issus en 1946 huit garçons qui prendront le nom de Compagnons de la chanson et qui décideront, en désaccord avec leur formateur, de poursuivre seuls leur carrière musicale et de se tourner vers une production plus axée sur le music-hall.
Prisonnier de guerre évadé, ancien chef de chœur de la Perdriole - il dirigera un peu plus tard celui de la Faluche -, Louis Liébard a effectivement eu l’idée originale, chacun le reconnaît, de créer avec les Compagnons de la Musique une véritable structure innovante qu'il avait installée dans une maison appartenant à la famille Chomel, rue de Champvert à Lyon. En faisant appel pour la mise en scène de leurs représentations à un véritable concept d’une stylisation extrême, faite de pureté et de dépouillement soulignant cependant l’action, beaucoup concèdent qu’il a réalisé au passage une révolution dans la chanson folklorique en y adjoignant les principes de la chanson animée. Une véritable magie quand on sait que l’apport du jeu visuel à la partie chorale permettait au spectacle de devenir au passage une véritable petite comédie. Perrine était servante en est l’illustration même. Mise au point par les Compagnons de la Musique sous l'autorité de Louis Liébard, elle figurera même par la suite dans le répertoire des Compagnons de la chanson.

## Une oreille musicale sans défaut
Le nom de Liébard, ancien responsable de la chorale des Résonances revient régulièrement sous la plume des uns et des autres dans la prodigieuse épopée des Compagnons de la chanson et leurs biographies respectives dès lors qu'il s'agit d'évoquer ce qu'ont été ces années de formation au chant choral. " Le chef ", comme il aimait à se faire appeler car il venait du scoutisme, était pour Fred Mella (soliste des Compagnons de la chanson) un technicien, un sorcier qui avait une perception fine du détail, une oreille musicale sans défaut capable de déceler une erreur de ton si minime soit-elle. Celle de l’un des plus grands spécialistes du chant choral, un statut que beaucoup s'accordent à lui reconnaître. Donnant une impression de sévérité, autoritaire, éternellement insatisfait, déjà père de cinq enfants à trente-trois ou trente-quatre ans, Louis Liébard, infatigable et rageur, était réputé mener son entourage avec une main de fer. Tendu, tyrannique, avec un regard intense et pénétrant, éternellement insatisfait mais excellent pédagogue, il laisse encore longtemps après l’image d’un homme entier peu ouvert aux concessions. Faire répéter ses élèves debout, parfois face à un miroir afin de pouvoir cerner le moindre défaut pendant de longues heures sans prévoir une seule pause, leur apprendre à travailler la justesse d’un ton, à articuler convenablement et à travailler leur souffle, mettre en place une parfaite harmonie…
Les activités de cette vie communautaire chemin de Champvert étaient très dures, les horaires stricts. Au lever du lit, il fallait que tout le monde se rassemble dans le parc pour l'appel et le lever des couleurs. Après un petit déjeuner fait de l'affreux café de l'époque et de pain noir, commençaient les corvées quotidiennes : la ratissage des allées, le ménage, les courses au village pour se procurer de quoi manger en faisaient partie. Suivaient immanquablement un décrassage des voix grâce à quelques vocalises et ce n'est que l'après-midi que chacun pouvait donner libre cours à son imagination et à sa personnalité. Sur fond de mise en place du STO, au sein d'une vie communautaire, ne s’agissait-il pas début 1943, de donner à des jeunes peu attirés par un embrigadement en Allemagne, les rudiments d’un art qui en attirait même beaucoup. Selon Marc Herrand, quatre-vingts s’y succéderont et les Compagnons de la Musique compteront jusqu’à plus d’une vingtaine de postulants alors que les représentations étaient données par seulement une dizaine d’entre eux triés sur le volet.
C'est vêtus d’une chemise blanche marquée de la lyre et d’un pantalon en gros velours marron que ces jeunes se produisaient en public. Et les représentations du chef Louis Liébard dans la salle du patronage du quartier du Point du Jour attiraient du monde.
Louis Liébard est décédé le 15 janvier 2010. Il venait d'avoir 101 ans.

## Sources
1. ↑  « Louis Liébard - Compositeur - Musica International », sur www.musicanet.org (consulté le 12 novembre 2024)

- Marc Herrand et Yvette Giraud, La route enchantée, Strasbourg, éd. du Signe, 2005.
- Fred Mella, Mes maîtres enchanteurs, Paris, éd. Flammarion, 2006.
- Hubert Lancelot, Nous les Compagnons de la Chanson, Paris, éd. Aubier-Archimbaud, 1989.
- Christian Fouinat, Les Compagnons de la Chanson : des marchands de bonheur, allez savoir pourquoi, Périgueux, éd. Decal'Age Productions, 2007.
- Louis Petriac, biographe et éditeur.